# Helina medogensis
Helina medogensis este o specie de muște din genul Helina, familia Muscidae, descrisă de Wang, Wang și Xue în anul 2006. Conform Catalogue of Life specia Helina medogensis nu are subspecii cunoscute.